# فوجيغا
فوزهيغا (بالروسية: Вожега) هي مدينة في مقاطعة فولوغدا أوبلاست في روسيا.
يبلغ عدد سكانها حوالي 6701 نسمة.